# Liste des députés de la 52e législature du Royaume-Uni
Pour un article plus général, voir Liste des députés du Royaume-Uni par législature.

Carte des résultats des élections générales de 1997.

La 52e législature de la Chambre des communes du Royaume-Uni est élue lors des élections générales du 1er mai 1997. 659 députés sont élus ce jour-là, dont 418 pour le Parti travailliste, 165 pour le Parti conservateur et 46 pour les Libéraux-démocrates.

## Liste des députés élus en 1997
| Circonscription                         | Député                     | Parti | Parti                     |
| --------------------------------------- | -------------------------- | ----- | ------------------------- |
| Aberavon                                | John Morris                |       | Travailliste              |
| Aberdeen Central                        | Frank Doran                |       | Travailliste              |
| Aberdeen North                          | Malcolm Savidge            |       | Travailliste              |
| Aberdeen South                          | Anne Begg                  |       | Travailliste              |
| Aberdeenshire West and Kincardine       | Robert Smith               |       | Libéraux-démocrates       |
| Airdrie and Shotts                      | Helen Liddell              |       | Travailliste              |
| Aldershot                               | Gerald Howarth             |       | Conservateur              |
| Aldridge-Brownhills                     | Richard Shepherd           |       | Conservateur              |
| Altrincham and Sale West                | Graham Brady               |       | Conservateur              |
| Alyn and Deeside                        | Barry Jones                |       | Travailliste              |
| Amber Valley                            | Judy Mallaber              |       | Travailliste              |
| Angus                                   | Andrew Welsh               |       | SNP                       |
| Antrim East                             | Roy Beggs                  |       | UUP                       |
| Argyll and Bute                         | Ray Michie                 |       | Libéraux-démocrates       |
| Arundel and South Downs                 | Howard Flight              |       | Conservateur              |
| Ashfield                                | Geoff Hoon                 |       | Travailliste              |
| Ashford                                 | Damian Green               |       | Conservateur              |
| Ashton-under-Lyne                       | Robert Sheldon             |       | Travailliste              |
| Aylesbury                               | David Lidington            |       | Conservateur              |
| Ayr                                     | Sandra Osborne             |       | Travailliste              |
| Banbury                                 | Tony Baldry                |       | Conservateur              |
| Banff and Buchan                        | Alex Salmond               |       | SNP                       |
| Barking                                 | Margaret Hodge             |       | Travailliste              |
| Barnsley Central                        | Eric Illsley               |       | Travailliste              |
| Barnsley East and Mexborough            | Jeffrey Ennis              |       | Travailliste              |
| Barnsley West and Penistone             | Michael Clapham            |       | Travailliste              |
| Barrow and Furness                      | John Hutton                |       | Travailliste              |
| Basildon                                | Angela Smith               |       | Coopératif / travailliste |
| Basingstoke                             | Andrew Hunter              |       | Conservateur              |
| Bassetlaw                               | Joe Ashton                 |       | Travailliste              |
| Bath                                    | Donald Foster              |       | Libéraux-démocrates       |
| Batley and Spen                         | Mike Wood                  |       | Travailliste              |
| Battersea                               | Martin Linton              |       | Travailliste              |
| Beaconsfield                            | Dominic Grieve             |       | Conservateur              |
| Beckenham                               | Piers Merchant             |       | Conservateur              |
| Bedford                                 | Patrick Hall               |       | Travailliste              |
| Belfast East                            | Peter Robinson             |       | DUP                       |
| Belfast North                           | Cecil Walker               |       | UUP                       |
| Belfast South                           | Martin Smyth               |       | UUP                       |
| Belfast West                            | Gerry Adams                |       | Sinn Féin                 |
| Berwick-upon-Tweed                      | Alan Beith                 |       | Libéraux-démocrates       |
| Bethnal Green and Bow                   | Oona King                  |       | Travailliste              |
| Beverley and Holderness                 | James Cran                 |       | Conservateur              |
| Bexhill and Battle                      | Charles Wardle             |       | Conservateur              |
| Bexleyheath and Crayford                | Nigel Beard                |       | Travailliste              |
| Billericay                              | Teresa Gorman              |       | Conservateur              |
| Birkenhead                              | Frank Field                |       | Travailliste              |
| Birmingham, Edgbaston                   | Gisela Stuart              |       | Travailliste              |
| Birmingham, Erdington                   | Robin Corbett              |       | Travailliste              |
| Birmingham, Hall Green                  | Steve McCabe               |       | Travailliste              |
| Birmingham, Hodge Hill                  | Terry Davis                |       | Travailliste              |
| Birmingham, Ladywood                    | Clare Short                |       | Travailliste              |
| Birmingham, Northfield                  | Richard Burden             |       | Travailliste              |
| Birmingham, Perry Barr                  | Jeff Rooker                |       | Travailliste              |
| Birmingham, Selly Oak                   | Lynne Jones                |       | Travailliste              |
| Birmingham, Sparkbrook and Small Heath  | Roger Godsiff              |       | Travailliste              |
| Birmingham, Yardley                     | Estelle Morris             |       | Travailliste              |
| Bishop Auckland                         | Derek Foster               |       | Travailliste              |
| Blaby                                   | Andrew Robathan            |       | Conservateur              |
| Blackburn                               | Jack Straw                 |       | Travailliste              |
| Blackpool North and Fleetwood           | Joan Humble                |       | Travailliste              |
| Blackpool South                         | Gordon Marsden             |       | Travailliste              |
| Blaenau Gwent                           | Llew Smith                 |       | Travailliste              |
| Blaydon                                 | John David McWilliam       |       | Travailliste              |
| Blyth Valley                            | Ronnie Campbell            |       | Travailliste              |
| Bognor Regis and Littlehampton          | Nick Gibb                  |       | Conservateur              |
| Bolsover                                | Dennis Skinner             |       | Travailliste              |
| Bolton North East                       | David Crausby              |       | Travailliste              |
| Bolton South East                       | Brian Iddon                |       | Travailliste              |
| Bolton West                             | Ruth Kelly                 |       | Travailliste              |
| Bootle                                  | Joe Benton                 |       | Travailliste              |
| Boston and Skegness                     | Richard Body               |       | Conservateur              |
| Bosworth                                | David Tredinnick           |       | Conservateur              |
| Bournemouth East                        | David Atkinson             |       | Conservateur              |
| Bournemouth West                        | John Butterfill            |       | Conservateur              |
| Bracknell                               | Andrew MacKay              |       | Conservateur              |
| Bradford North                          | Terry Rooney               |       | Travailliste              |
| Bradford South                          | Gerry Sutcliffe            |       | Travailliste              |
| Bradford West                           | Marsha Singh               |       | Travailliste              |
| Braintree                               | Alan Hurst                 |       | Travailliste              |
| Brecon and Radnorshire                  | Richard Livsey             |       | Libéraux-démocrates       |
| Brent East                              | Ken Livingstone            |       | Travailliste              |
| Brent North                             | Barry Gardiner             |       | Travailliste              |
| Brent South                             | Paul Boateng               |       | Travailliste              |
| Brentford and Isleworth                 | Ann Keen                   |       | Travailliste              |
| Brentwood and Ongar                     | Eric Pickles               |       | Conservateur              |
| Bridgend                                | Win Griffiths              |       | Travailliste              |
| Bridgwater                              | Tom King                   |       | Conservateur              |
| Brigg and Goole                         | Ian Cawsey                 |       | Travailliste              |
| Brighton Kemptown                       | Des Turner                 |       | Travailliste              |
| Brighton Pavilion                       | David Lepper               |       | Coopératif / travailliste |
| Bristol East                            | Jean Corston               |       | Travailliste              |
| Bristol North West                      | Doug Naysmith              |       | Coopératif / travailliste |
| Bristol South                           | Dawn Primarolo             |       | Travailliste              |
| Bristol West                            | Valerie Davey              |       | Travailliste              |
| Bromley and Chislehurst                 | Eric Forth                 |       | Conservateur              |
| Bromsgrove                              | Julie Kirkbride            |       | Conservateur              |
| Broxbourne                              | Marion Roe                 |       | Conservateur              |
| Broxtowe                                | Nick Palmer                |       | Travailliste              |
| Buckingham                              | John Bercow                |       | Conservateur              |
| Burnley                                 | Peter Pike                 |       | Travailliste              |
| Burton                                  | Janet Dean                 |       | Travailliste              |
| Bury North                              | David Chaytor              |       | Travailliste              |
| Bury South                              | Ivan Lewis                 |       | Travailliste              |
| Bury St Edmunds                         | David Ruffley              |       | Conservateur              |
| Caernarfon                              | Dafydd Wigley              |       | Plaid Cymru               |
| Caerphilly                              | Ron Davies                 |       | Travailliste              |
| Caithness, Sutherland and Easter Ross   | Robert Adam Ross Maclennan |       | Libéraux-démocrates       |
| Calder Valley                           | Christine McCafferty       |       | Travailliste              |
| Camberwell and Peckham                  | Harriet Harman             |       | Travailliste              |
| Cambridge                               | Anne Campbell              |       | Travailliste              |
| Cannock Chase                           | Tony Wright                |       | Travailliste              |
| Canterbury                              | Julian Brazier             |       | Conservateur              |
| Cardiff Central                         | Jon Owen Jones             |       | Coopératif / travailliste |
| Cardiff North                           | Julie Morgan               |       | Travailliste              |
| Cardiff South and Penarth               | Alun Michael               |       | Coopératif / travailliste |
| Cardiff West                            | Rhodri Morgan              |       | Travailliste              |
| Carlisle                                | Eric Martlew               |       | Travailliste              |
| Carmarthen East and Dinefwr             | Alan Williams              |       | Travailliste              |
| Carmarthen West and South Pembrokeshire | Nick Ainger                |       | Travailliste              |
| Carrick, Cumnock and Doon Valley        | George Foulkes             |       | Coopératif / travailliste |
| Carshalton and Wallington               | Tom Brake                  |       | Libéraux-démocrates       |
| Castle Point                            | Christine Butler           |       | Travailliste              |
| Central Suffolk and North Ipswich       | Michael Lord               |       | Conservateur              |
| Ceredigion                              | Cynog Dafis                |       | Plaid Cymru               |
| Charnwood                               | Stephen Dorrell            |       | Conservateur              |
| Chatham and Aylesford                   | Jonathan Rowland Shaw      |       | Travailliste              |
| Cheadle                                 | Stephen Day                |       | Conservateur              |
| Cheltenham                              | Nigel Jones                |       | Libéraux-démocrates       |
| Chesham and Amersham                    | Cheryl Gillan              |       | Conservateur              |
| Chester, City of                        | Christine Russell          |       | Travailliste              |
| Chesterfield                            | Tony Benn                  |       | Travailliste              |
| Chichester                              | Andrew Tyrie               |       | Conservateur              |
| Chingford and Woodford Green            | Iain Duncan Smith          |       | Conservateur              |
| Chipping Barnet                         | Sydney Chapman             |       | Conservateur              |
| Chorley                                 | Lindsay Hoyle              |       | Travailliste              |
| Christchurch                            | Christopher Chope          |       | Conservateur              |
| Cities of London and Westminster        | Peter Brooke               |       | Conservateur              |
| Cleethorpes                             | Shona McIsaac              |       | Travailliste              |
| Clwyd South                             | Martyn Jones               |       | Travailliste              |
| Clwyd West                              | Gareth Thomas              |       | Travailliste              |
| Clydebank and Milngavie                 | Tony Worthington           |       | Travailliste              |
| Clydesdale                              | Jimmy Hood                 |       | Travailliste              |
| Coatbridge and Chryston                 | Tom Clarke                 |       | Travailliste              |
| Colchester                              | Bob Russell                |       | Libéraux-démocrates       |
| Colne Valley                            | Kali Mountford             |       | Travailliste              |
| Congleton                               | Ann Winterton              |       | Conservateur              |
| Conwy                                   | Betty Williams             |       | Travailliste              |
| Copeland                                | Jack Cunningham            |       | Travailliste              |
| Corby                                   | Phil Hope                  |       | Coopératif / travailliste |
| Cotswold                                | Geoffrey Clifton-Brown     |       | Conservateur              |
| Coventry North East                     | Bob Ainsworth              |       | Travailliste              |
| Coventry North West                     | Geoffrey Robinson          |       | Travailliste              |
| Coventry South                          | Jim Cunningham             |       | Travailliste              |
| Crawley                                 | Laura Moffatt              |       | Travailliste              |
| Crewe and Nantwich                      | Gwyneth Dunwoody           |       | Travailliste              |
| Crosby                                  | Claire Curtis-Thomas       |       | Travailliste              |
| Croydon Central                         | Geraint Davies             |       | Travailliste              |
| Croydon North                           | Malcolm Wicks              |       | Travailliste              |
| Croydon South                           | Richard Ottaway            |       | Conservateur              |
| Cumbernauld and Kilsyth                 | Rosemary McKenna           |       | Travailliste              |
| Cunninghame North                       | Brian Wilson               |       | Travailliste              |
| Cunninghame South                       | Brian Harold Donohoe       |       | Travailliste              |
| Cynon Valley                            | Ann Clwyd                  |       | Travailliste              |
| Dagenham                                | Judith Church              |       | Travailliste              |
| Darlington                              | Alan Milburn               |       | Travailliste              |
| Dartford                                | Howard Stoate              |       | Travailliste              |
| Daventry                                | Tim Boswell                |       | Conservateur              |
| Delyn                                   | David Hanson               |       | Travailliste              |
| Denton and Reddish                      | Andrew Bennett (en)        |       | Travailliste              |
| Derby North                             | Bob Laxton                 |       | Travailliste              |
| Derby South                             | Margaret Beckett           |       | Travailliste              |
| Devizes                                 | Michael Ancram             |       | Conservateur              |
| Devon East                              | Peter Emery                |       | Conservateur              |
| Dewsbury                                | Ann Taylor                 |       | Travailliste              |
| Don Valley                              | Caroline Flint             |       | Travailliste              |
| Doncaster Central                       | Rosie Winterton            |       | Travailliste              |
| Doncaster North                         | Kevin Hughes               |       | Travailliste              |
| Dover                                   | Gwyn Prosser               |       | Travailliste              |
| Dudley North                            | Ross Cranston              |       | Travailliste              |
| Dudley South                            | Ian Pearson                |       | Travailliste              |
| Dulwich and West Norwood                | Tessa Jowell               |       | Travailliste              |
| Dumbarton                               | John McFall                |       | Coopératif / travailliste |
| Dumfries                                | Russell Brown              |       | Travailliste              |
| Dundee East                             | John McAllion              |       | Travailliste              |
| Dundee West                             | Ernie Ross                 |       | Travailliste              |
| Dunfermline East                        | Gordon Brown               |       | Travailliste              |
| Dunfermline West                        | Rachel Squire              |       | Travailliste              |
| Durham, City of                         | Gerry Steinberg            |       | Travailliste              |
| Ealing, Acton and Shepherd's Bush       | Clive Soley                |       | Travailliste              |
| Ealing North                            | Stephen Pound              |       | Travailliste              |
| Ealing, Southall                        | Piara Khabra               |       | Travailliste              |
| Easington                               | John Cummings              |       | Travailliste              |
| East Ham                                | Stephen Timms              |       | Travailliste              |
| East Kilbride                           | Adam Ingram                |       | Travailliste              |
| East Lothian                            | John Home Robertson        |       | Travailliste              |
| East Surrey                             | Peter Ainsworth            |       | Conservateur              |
| East Worthing and Shoreham              | Tim Loughton               |       | Conservateur              |
| East Yorkshire                          | John Townend               |       | Conservateur              |
| Eastbourne                              | Nigel Waterson             |       | Conservateur              |
| Eastleigh                               | David Chidgey              |       | Libéraux-démocrates       |
| Eastwood                                | Jim Murphy                 |       | Travailliste              |
| Eccles                                  | Ian Stewart                |       | Travailliste              |
| Eddisbury                               | Alastair Goodlad           |       | Conservateur              |
| Edinburgh Central                       | Alistair Darling           |       | Travailliste              |
| Edinburgh East and Musselburgh          | Gavin Strang               |       | Travailliste              |
| Edinburgh North and Leith               | Malcolm Chisholm           |       | Travailliste              |
| Edinburgh Pentlands                     | Lynda Clark                |       | Travailliste              |
| Edinburgh South                         | Nigel Griffiths            |       | Travailliste              |
| Edinburgh West                          | Donald Gorrie              |       | Libéraux-démocrates       |
| Edmonton                                | Andy Love                  |       | Coopératif / travailliste |
| Ellesmere Port and Neston               | Andrew Miller              |       | Travailliste              |
| Elmet                                   | Colin Burgon               |       | Travailliste              |
| Eltham                                  | Clive Efford               |       | Travailliste              |
| Enfield North                           | Joan Ryan                  |       | Travailliste              |
| Enfield, Southgate                      | Stephen Twigg              |       | Travailliste              |
| Epping Forest                           | Eleanor Laing              |       | Conservateur              |
| Epsom and Ewell                         | Archie Hamilton (en)       |       | Conservateur              |
| Erewash                                 | Liz Blackman               |       | Travailliste              |
| Erith and Thamesmead                    | John Austin                |       | Travailliste              |
| Esher and Walton                        | Ian Taylor                 |       | Conservateur              |
| Exeter                                  | Ben Bradshaw               |       | Travailliste              |
| Falkirk East                            | Michael Connarty           |       | Travailliste              |
| Falkirk West                            | Dennis Canavan             |       | Travailliste              |
| Falmouth and Camborne                   | Candy Atherton             |       | Travailliste              |
| Fareham                                 | Peter Lloyd                |       | Conservateur              |
| Faversham and Mid Kent                  | Andrew Rowe                |       | Conservateur              |
| Feltham and Heston                      | Alan Keen                  |       | Coopératif / travailliste |
| Fermanagh and South Tyrone              | Ken Maginnis               |       | UUP                       |
| Fife Central                            | Henry McLeish              |       | Travailliste              |
| Finchley and Golders Green              | Rudi Vis                   |       | Travailliste              |
| Folkestone and Hythe                    | Michael Howard             |       | Conservateur              |
| Forest of Dean                          | Diana Mary Organ           |       | Travailliste              |
| Foyle                                   | John Hume                  |       | SDLP                      |
| Fylde                                   | Michael Jack               |       | Conservateur              |
| Gainsborough                            | Edward Leigh               |       | Conservateur              |
| Galloway and Upper Nithsdale            | Alasdair Morgan            |       | SNP                       |
| Gateshead East and Washington West      | Joyce Quin                 |       | Travailliste              |
| Gedling                                 | Vernon Coaker              |       | Travailliste              |
| Gillingham                              | Paul Clark                 |       | Travailliste              |
| Glasgow, Anniesland                     | Donald Dewar               |       | Travailliste              |
| Glasgow, Baillieston                    | Jimmy Wray                 |       | Travailliste              |
| Glasgow, Cathcart                       | John Maxton                |       | Travailliste              |
| Glasgow, Govan                          | Mohammad Sarwar            |       | Travailliste              |
| Glasgow, Kelvin                         | George Galloway            |       | Travailliste              |
| Glasgow, Maryhill                       | Maria Fyfe                 |       | Travailliste              |
| Glasgow, Pollok                         | Ian Davidson               |       | Coopératif / travailliste |
| Glasgow, Rutherglen                     | Thomas McAvoy              |       | Coopératif / travailliste |
| Glasgow, Shettleston                    | David Marshall             |       | Travailliste              |
| Glasgow, Springburn                     | Michael Martin             |       | Travailliste              |
| Gloucester                              | Tess Kingham               |       | Travailliste              |
| Gordon                                  | Malcolm Bruce              |       | Libéraux-démocrates       |
| Gosport                                 | Peter Viggers              |       | Conservateur              |
| Gower                                   | Martin Caton               |       | Travailliste              |
| Grantham and Stamford                   | Quentin Davies             |       | Conservateur              |
| Gravesham                               | Chris Pond                 |       | Travailliste              |
| Great Grimsby                           | Austin Mitchell            |       | Travailliste              |
| Great Yarmouth                          | Anthony David Wright       |       | Travailliste              |
| Greenock and Inverclyde                 | Norman Godman              |       | Travailliste              |
| Greenwich and Woolwich                  | Nick Raynsford             |       | Travailliste              |
| Guildford                               | Nick St Aubyn              |       | Conservateur              |
| Hackney North and Stoke Newington       | Diane Abbott               |       | Travailliste              |
| Hackney South and Shoreditch            | Brian Sedgemore            |       | Travailliste              |
| Halesowen and Rowley Regis              | Sylvia Heal                |       | Travailliste              |
| Halifax                                 | Alice Mahon                |       | Travailliste              |
| Haltemprice and Howden                  | David Davis                |       | Conservateur              |
| Halton                                  | Derek Twigg                |       | Travailliste              |
| Hamilton North and Bellshill            | John Reid                  |       | Travailliste              |
| Hamilton South                          | George Robertson           |       | Travailliste              |
| Hammersmith and Fulham                  | Iain Coleman               |       | Travailliste              |
| Hampshire East                          | Michael Mates              |       | Conservateur              |
| Hampstead and Highgate                  | Glenda Jackson             |       | Travailliste              |
| Harborough                              | Edward Garnier             |       | Conservateur              |
| Harlow                                  | Bill Rammell               |       | Travailliste              |
| Harrogate and Knaresborough             | Phil Willis                |       | Libéraux-démocrates       |
| Harrow East                             | Tony McNulty               |       | Travailliste              |
| Harrow West                             | Gareth Thomas              |       | Travailliste              |
| Hartlepool                              | Peter Mandelson            |       | Travailliste              |
| Harwich                                 | Ivan Henderson             |       | Travailliste              |
| Hastings and Rye                        | Michael Jabez Foster       |       | Travailliste              |
| Havant                                  | David Willetts             |       | Conservateur              |
| Hayes and Harlington                    | John McDonnell             |       | Travailliste              |
| Hazel Grove                             | Andrew Stunell             |       | Libéraux-démocrates       |
| Hemel Hempstead                         | Tony McWalter              |       | Coopératif / travailliste |
| Hemsworth                               | Jon Trickett               |       | Travailliste              |
| Hendon                                  | Andrew Dismore             |       | Travailliste              |
| Henley                                  | Michael Heseltine          |       | Conservateur              |
| Hereford                                | Paul Keetch                |       | Libéraux-démocrates       |
| Hertford and Stortford                  | Bowen Wells                |       | Conservateur              |
| Hertsmere                               | James Clappison            |       | Conservateur              |
| Hexham                                  | Peter Atkinson             |       | Conservateur              |
| Heywood and Middleton                   | Jim Dobbin                 |       | Coopératif / travailliste |
| High Peak                               | Tom Levitt                 |       | Travailliste              |
| Hitchin and Harpenden                   | Peter Lilley               |       | Conservateur              |
| Holborn and St Pancras                  | Frank Dobson               |       | Travailliste              |
| Hornchurch                              | John Cryer                 |       | Travailliste              |
| Hornsey and Wood Green                  | Barbara Roche              |       | Travailliste              |
| Horsham                                 | Francis Maude              |       | Conservateur              |
| Houghton and Washington East            | Fraser Kemp                |       | Travailliste              |
| Hove                                    | Ivor Caplin                |       | Travailliste              |
| Huddersfield                            | Barry Sheerman             |       | Coopératif / travailliste |
| Huntingdon                              | John Major                 |       | Conservateur              |
| Hyndburn                                | Greg Pope                  |       | Travailliste              |
| Ilford North                            | Linda Perham               |       | Travailliste              |
| Ilford South                            | Mike Gapes                 |       | Coopératif / travailliste |
| Inverness East, Nairn and Lochaber      | David Stewart              |       | Travailliste              |
| Ipswich                                 | Jamie Cann                 |       | Travailliste              |
| Isle of Wight                           | Peter Brand                |       | Libéraux-démocrates       |
| Islington North                         | Jeremy Corbyn              |       | Travailliste              |
| Islington South and Finsbury            | Chris Smith                |       | Travailliste              |
| Islwyn                                  | Don Touhig                 |       | Coopératif / travailliste |
| Jarrow                                  | Stephen Hepburn            |       | Travailliste              |
| Keighley                                | Ann Cryer                  |       | Travailliste              |
| Kensington and Chelsea                  | Alan Clark                 |       | Conservateur              |
| Kettering                               | Phil Sawford               |       | Travailliste              |
| Kilmarnock and Loudoun                  | Des Browne                 |       | Travailliste              |
| Kingston and Surbiton                   | Edward Davey               |       | Libéraux-démocrates       |
| Kingston upon Hull East                 | John Prescott              |       | Travailliste              |
| Kingston upon Hull North                | Kevin McNamara             |       | Travailliste              |
| Kingston upon Hull West and Hessle      | Alan Johnson               |       | Travailliste              |
| Kingswood                               | Roger Berry                |       | Travailliste              |
| Kirkcaldy                               | Lewis Moonie               |       | Coopératif / travailliste |
| Knowsley North and Sefton East          | George Howarth             |       | Travailliste              |
| Knowsley South                          | Edward O'Hara              |       | Travailliste              |
| Lagan Valley                            | Jeffrey Donaldson          |       | UUP                       |
| Lancaster and Wyre                      | Hilton Dawson              |       | Travailliste              |
| Leeds Central                           | Derek Fatchett             |       | Travailliste              |
| Leeds East                              | George Mudie               |       | Travailliste              |
| Leeds North East                        | Fabian Hamilton            |       | Travailliste              |
| Leeds North West                        | Harold Best                |       | Travailliste              |
| Leeds West                              | John Battle                |       | Travailliste              |
| Leicester East                          | Keith Vaz                  |       | Travailliste              |
| Leicester South                         | Jim Marshall               |       | Travailliste              |
| Leicester West                          | Patricia Hewitt            |       | Travailliste              |
| Leigh                                   | Lawrence Cunliffe          |       | Travailliste              |
| Leominster                              | Peter Temple-Morris        |       | Conservateur              |
| Lewes                                   | Norman Baker               |       | Libéraux-démocrates       |
| Lewisham, Deptford                      | Joan Ruddock               |       | Travailliste              |
| Lewisham East                           | Bridget Prentice           |       | Travailliste              |
| Lewisham West                           | Jim Dowd                   |       | Travailliste              |
| Leyton and Wanstead                     | Harry Cohen                |       | Travailliste              |
| Lichfield                               | Michael Fabricant          |       | Conservateur              |
| Lincoln                                 | Gillian Merron             |       | Travailliste              |
| Linlithgow                              | Tam Dalyell                |       | Travailliste              |
| Liverpool, Garston                      | Maria Eagle                |       | Travailliste              |
| Liverpool, Riverside                    | Louise Ellman              |       | Coopératif / travailliste |
| Liverpool, Walton                       | Peter Kilfoyle             |       | Travailliste              |
| Liverpool, Wavertree                    | Jane Kennedy               |       | Travailliste              |
| Liverpool, West Derby                   | Bob Wareing                |       | Travailliste              |
| Livingston                              | Robin Cook                 |       | Travailliste              |
| Llanelli                                | Denzil Davies              |       | Travailliste              |
| Londonderry East                        | William Ross               |       | UUP                       |
| Loughborough                            | Andy Reed                  |       | Coopératif / travailliste |
| Louth and Horncastle                    | Peter Tapsell              |       | Conservateur              |
| Ludlow                                  | Christopher Gill           |       | Conservateur              |
| Luton North                             | Kelvin Hopkins             |       | Travailliste              |
| Luton South                             | Margaret Moran             |       | Travailliste              |
| Macclesfield                            | Nicholas Winterton         |       | Conservateur              |
| Maidenhead                              | Theresa May                |       | Conservateur              |
| Maidstone and The Weald                 | Ann Widdecombe             |       | Conservateur              |
| Makerfield                              | Ian McCartney              |       | Travailliste              |
| Maldon and East Chelmsford              | John Whittingdale          |       | Conservateur              |
| Manchester Central                      | Tony Lloyd                 |       | Travailliste              |
| Manchester, Blackley                    | Graham Stringer            |       | Travailliste              |
| Manchester, Gorton                      | Gerald Kaufman             |       | Travailliste              |
| Manchester, Withington                  | Keith Bradley              |       | Travailliste              |
| Mansfield                               | Alan Meale                 |       | Travailliste              |
| Medway                                  | Robert Marshall-Andrews    |       | Travailliste              |
| Meirionnydd Nant Conwy                  | Elfyn Llwyd                |       | Plaid Cymru               |
| Meriden                                 | Caroline Spelman           |       | Conservateur              |
| Merthyr Tydfil and Rhymney              | Ted Rowlands               |       | Travailliste              |
| Mid Bedfordshire                        | Jonathan Sayeed            |       | Conservateur              |
| Mid Dorset and North Poole              | Christopher Fraser         |       | Conservateur              |
| Mid Norfolk                             | Keith Simpson              |       | Conservateur              |
| Mid Sussex                              | Nicholas Soames            |       | Conservateur              |
| Mid Ulster                              | Martin McGuinness          |       | Sinn Féin                 |
| Mid Worcestershire                      | Peter Luff                 |       | Conservateur              |
| Middlesbrough                           | Stuart Bell                |       | Travailliste              |
| Middlesbrough South and East Cleveland  | Ashok Kumar                |       | Travailliste              |
| Midlothian                              | Eric Clarke                |       | Travailliste              |
| Milton Keynes South West                | Phyllis Starkey            |       | Travailliste              |
| Mitcham and Morden                      | Siobhain McDonagh          |       | Travailliste              |
| Mole Valley                             | Paul Beresford             |       | Conservateur              |
| Monmouth                                | Huw Edwards                |       | Travailliste              |
| Montgomeryshire                         | Lembit Öpik                |       | Libéraux-démocrates       |
| Moray                                   | Margaret Ewing             |       | SNP                       |
| Morecambe and Lunesdale                 | Geraldine Smith            |       | Travailliste              |
| Morley and Rothwell                     | John Gunnell               |       | Travailliste              |
| Motherwell and Wishaw                   | Frank Roy                  |       | Travailliste              |
| Neath                                   | Peter Hain                 |       | Travailliste              |
| New Forest East                         | Julian Lewis               |       | Conservateur              |
| New Forest West                         | Desmond Swayne             |       | Conservateur              |
| Newark                                  | Fiona Jones                |       | Travailliste              |
| Newbury                                 | David Rendel               |       | Libéraux-démocrates       |
| Newcastle upon Tyne Central             | Jim Cousins                |       | Travailliste              |
| Newcastle upon Tyne East and Wallsend   | Nick Brown                 |       | Travailliste              |
| Newcastle upon Tyne North               | Doug Henderson             |       | Travailliste              |
| Newcastle-under-Lyme                    | Llin Golding               |       | Travailliste              |
| Newport East                            | Alan Howarth               |       | Travailliste              |
| Newport West                            | Paul Flynn                 |       | Travailliste              |
| Newry and Armagh                        | Seamus Mallon              |       | SDLP                      |
| Normanton                               | Bill O'Brien (en)          |       | Travailliste              |
| North Antrim                            | Ian Paisley                |       | DUP                       |
| North Cornwall                          | Paul Tyler                 |       | Libéraux-démocrates       |
| North Devon                             | Nick Harvey                |       | Libéraux-démocrates       |
| North Dorset                            | Robert Walter              |       | Conservateur              |
| North Down                              | Robert McCartney           |       | UKUP                      |
| North Durham                            | Giles Radice               |       | Travailliste              |
| North East Bedfordshire                 | Nicholas Lyell             |       | Conservateur              |
| North East Cambridgeshire               | Malcolm Moss               |       | Conservateur              |
| North East Derbyshire                   | Harry Barnes               |       | Travailliste              |
| North East Fife                         | Menzies Campbell           |       | Libéraux-démocrates       |
| North East Hampshire                    | James Arbuthnot            |       | Conservateur              |
| North East Hertfordshire                | Oliver Heald               |       | Conservateur              |
| North East Milton Keynes                | Brian White                |       | Travailliste              |
| North Essex                             | Bernard Jenkin             |       | Conservateur              |
| North Norfolk                           | David Prior                |       | Conservateur              |
| North Shropshire                        | Owen Paterson              |       | Conservateur              |
| North Southwark and Bermondsey          | Simon Hughes               |       | Libéraux-démocrates       |
| North Swindon                           | Michael Wills              |       | Travailliste              |
| North Tayside                           | John Swinney               |       | SNP                       |
| North Thanet                            | Roger Gale                 |       | Conservateur              |
| North Tyneside                          | Stephen Byers              |       | Travailliste              |
| North Warwickshire                      | Mike O'Brien               |       | Travailliste              |
| North West Cambridgeshire               | Brian Mawhinney            |       | Conservateur              |
| North West Durham                       | Hilary Armstrong           |       | Travailliste              |
| North West Hampshire                    | George Young               |       | Conservateur              |
| North West Leicestershire               | David Taylor               |       | Coopératif / travailliste |
| North West Norfolk                      | George Turner              |       | Travailliste              |
| North Wiltshire                         | James Gray                 |       | Conservateur              |
| Northampton North                       | Sally Keeble               |       | Travailliste              |
| Northampton South                       | Tony Clarke                |       | Travailliste              |
| Northavon                               | Steve Webb                 |       | Libéraux-démocrates       |
| Norwich North                           | Ian Gibson                 |       | Travailliste              |
| Norwich South                           | Charles Clarke             |       | Travailliste              |
| Nottingham East                         | John Heppell               |       | Travailliste              |
| Nottingham North                        | Graham Allen               |       | Travailliste              |
| Nottingham South                        | Alan Simpson               |       | Travailliste              |
| Nuneaton                                | Bill Olner                 |       | Travailliste              |
| Ochil                                   | Martin O'Neill             |       | Travailliste              |
| Ogmore                                  | Ray Powell                 |       | Travailliste              |
| Old Bexley and Sidcup                   | Edward Heath               |       | Conservateur              |
| Oldham East and Saddleworth             | Phil Woolas                |       | Travailliste              |
| Oldham West and Royton                  | Michael Meacher            |       | Travailliste              |
| Orkney and Shetland                     | Jim Wallace                |       | Libéraux-démocrates       |
| Orpington                               | John Horam                 |       | Conservateur              |
| Oxford East                             | Andrew Smith               |       | Travailliste              |
| Oxford West and Abingdon                | Evan Harris                |       | Libéraux-démocrates       |
| Paisley North                           | Irene Adams                |       | Travailliste              |
| Paisley South                           | Gordon McMaster            |       | Travailliste              |
| Pendle                                  | Gordon Prentice            |       | Travailliste              |
| Penrith and The Border                  | David Maclean              |       | Conservateur              |
| Perth                                   | Roseanna Cunningham        |       | SNP                       |
| Peterborough                            | Helen Clark                |       | Travailliste              |
| Plymouth, Devonport                     | David Jamieson             |       | Travailliste              |
| Plymouth, Sutton                        | Linda Gilroy               |       | Coopératif / travailliste |
| Pontefract and Castleford               | Yvette Cooper              |       | Travailliste              |
| Pontypridd                              | Kim Howells                |       | Travailliste              |
| Poole                                   | Robert Syms                |       | Conservateur              |
| Poplar and Canning Town                 | Jim Fitzpatrick            |       | Travailliste              |
| Portsmouth North                        | Syd Rapson                 |       | Travailliste              |
| Portsmouth South                        | Mike Hancock               |       | Libéraux-démocrates       |
| Preseli Pembrokeshire                   | Jackie Lawrence            |       | Travailliste              |
| Preston                                 | Audrey Wise                |       | Travailliste              |
| Pudsey                                  | Paul Truswell              |       | Travailliste              |
| Putney                                  | Tony Colman                |       | Travailliste              |
| Rayleigh                                | Michael Clark              |       | Conservateur              |
| Reading East                            | Jane Griffiths             |       | Travailliste              |
| Reading West                            | Martin Salter              |       | Travailliste              |
| Redcar                                  | Mo Mowlam                  |       | Travailliste              |
| Redditch                                | Jacqui Smith               |       | Travailliste              |
| Regent's Park and Kensington North      | Karen Buck                 |       | Travailliste              |
| Reigate                                 | Crispin Blunt              |       | Conservateur              |
| Rhondda                                 | Allan Rogers               |       | Travailliste              |
| Ribble Valley                           | Nigel Evans                |       | Conservateur              |
| Richmond (Yorkshire)                    | William Hague              |       | Conservateur              |
| Richmond Park                           | Jenny Tonge                |       | Libéraux-démocrates       |
| Rochdale                                | Lorna Fitzsimons           |       | Travailliste              |
| Rochford and Southend East              | Teddy Taylor               |       | Conservateur              |
| Romford                                 | Eileen Gordon              |       | Travailliste              |
| Romsey                                  | Michael Colvin             |       | Conservateur              |
| Ross, Skye and Inverness West           | Charles Kennedy            |       | Libéraux-démocrates       |
| Rossendale and Darwen                   | Janet Anderson             |       | Travailliste              |
| Rother Valley                           | Kevin Barron               |       | Travailliste              |
| Rotherham                               | Denis MacShane             |       | Travailliste              |
| Roxburgh and Berwickshire               | Archy Kirkwood             |       | Libéraux-démocrates       |
| Rugby and Kenilworth                    | Andy King                  |       | Travailliste              |
| Ruislip - Northwood                     | John Wilkinson             |       | Conservateur              |
| Runnymede and Weybridge                 | Philip Hammond             |       | Conservateur              |
| Rushcliffe                              | Kenneth Clarke             |       | Conservateur              |
| Rutland and Melton                      | Alan Duncan                |       | Conservateur              |
| Ryedale                                 | John Greenway              |       | Conservateur              |
| Saffron Walden                          | Alan Haselhurst            |       | Conservateur              |
| St Albans                               | Kerry Pollard              |       | Travailliste              |
| St Helens North                         | David Leonard Watts        |       | Travailliste              |
| St Helens South                         | Gerry Bermingham           |       | Travailliste              |
| St Ives                                 | Andrew George              |       | Libéraux-démocrates       |
| Salford                                 | Hazel Blears               |       | Travailliste              |
| Salisbury                               | Robert Key                 |       | Conservateur              |
| Scarborough and Whitby                  | Lawrie Quinn               |       | Travailliste              |
| Scunthorpe                              | Elliot Morley              |       | Travailliste              |
| Sedgefield                              | Tony Blair                 |       | Travailliste              |
| Selby                                   | John Grogan                |       | Travailliste              |
| Sevenoaks                               | Michael Fallon             |       | Conservateur              |
| Sheffield, Attercliffe                  | Clive Betts                |       | Travailliste              |
| Sheffield, Brightside                   | David Blunkett             |       | Travailliste              |
| Sheffield Central                       | Richard Caborn             |       | Travailliste              |
| Sheffield, Hallam                       | Richard Allan              |       | Libéraux-démocrates       |
| Sheffield, Heeley                       | Bill Michie                |       | Travailliste              |
| Sheffield, Hillsborough                 | Helen Jackson              |       | Travailliste              |
| Sherwood                                | Paddy Tipping              |       | Travailliste              |
| Shipley                                 | Chris Leslie               |       | Travailliste              |
| Shrewsbury and Atcham                   | Paul Marsden               |       | Travailliste              |
| Sittingbourne and Sheppey               | Derek Wyatt                |       | Travailliste              |
| Skipton and Ripon                       | David Curry                |       | Conservateur              |
| Sleaford and North Hykeham              | Douglas Hogg               |       | Conservateur              |
| Slough                                  | Fiona Mactaggart           |       | Travailliste              |
| Solihull                                | John Taylor                |       | Conservateur              |
| Somerton and Frome                      | David Heath                |       | Libéraux-démocrates       |
| South Antrim                            | Clifford Forsythe          |       | UUP                       |
| South Cambridgeshire                    | Andrew Lansley             |       | Conservateur              |
| South Derbyshire                        | Mark Todd                  |       | Travailliste              |
| South Dorset                            | Ian Bruce                  |       | Conservateur              |
| South Down                              | Eddie McGrady              |       | SDLP                      |
| South East Cambridgeshire               | James Paice                |       | Conservateur              |
| South East Cornwall                     | Colin Breed                |       | Libéraux-démocrates       |
| South Holland and The Deepings          | John Henry Hayes           |       | Conservateur              |
| South Norfolk                           | John MacGregor             |       | Conservateur              |
| South Ribble                            | David Borrow               |       | Travailliste              |
| South Shields                           | David Clark                |       | Travailliste              |
| South Staffordshire                     | Patrick Cormack            |       | Conservateur              |
| South Suffolk                           | Tim Yeo                    |       | Conservateur              |
| South Swindon                           | Julia Drown                |       | Travailliste              |
| South Thanet                            | Stephen Ladyman            |       | Travailliste              |
| South West Bedfordshire                 | David Madel                |       | Conservateur              |
| South West Devon                        | Gary Streeter              |       | Conservateur              |
| South West Hertfordshire                | Richard Page               |       | Conservateur              |
| South West Norfolk                      | Gillian Shephard           |       | Conservateur              |
| South West Surrey                       | Virginia Bottomley         |       | Conservateur              |
| Southampton Itchen                      | John Denham                |       | Travailliste              |
| Southampton Test                        | Alan Whitehead             |       | Travailliste              |
| Southend West                           | David Amess                |       | Conservateur              |
| Southport                               | Ronnie Fearn               |       | Libéraux-démocrates       |
| Spelthorne                              | David Wilshire             |       | Conservateur              |
| Stafford                                | David Kidney               |       | Travailliste              |
| Staffordshire Moorlands                 | Charlotte Atkins           |       | Travailliste              |
| Stalybridge and Hyde                    | Tom Pendry                 |       | Travailliste              |
| Stevenage                               | Barbara Follett            |       | Travailliste              |
| Stirling                                | Anne McGuire               |       | Travailliste              |
| Stockport                               | Ann Coffey                 |       | Travailliste              |
| Stockton North                          | Frank Cook                 |       | Travailliste              |
| Stockton South                          | Dari Taylor                |       | Travailliste              |
| Stoke-on-Trent Central                  | Mark Fisher                |       | Travailliste              |
| Stoke-on-Trent North                    | Joan Walley                |       | Travailliste              |
| Stoke-on-Trent South                    | George Stevenson           |       | Travailliste              |
| Stone                                   | William Cash               |       | Conservateur              |
| Stourbridge                             | Debra Shipley              |       | Travailliste              |
| Strangford                              | John Taylor                |       | UUP                       |
| Stratford-on-Avon                       | John Maples                |       | Conservateur              |
| Strathkelvin and Bearsden               | Sam Galbraith              |       | Travailliste              |
| Streatham                               | Keith Hill                 |       | Travailliste              |
| Stretford and Urmston                   | Beverley Hughes            |       | Travailliste              |
| Stroud                                  | David Drew                 |       | Coopératif / travailliste |
| Suffolk Coastal                         | John Gummer                |       | Conservateur              |
| Sunderland North                        | Bill Etherington           |       | Travailliste              |
| Sunderland South                        | Chris Mullin               |       | Travailliste              |
| Surrey Heath                            | Nick Hawkins               |       | Conservateur              |
| Sutton and Cheam                        | Paul Burstow               |       | Libéraux-démocrates       |
| Sutton Coldfield                        | Norman Fowler              |       | Conservateur              |
| Swansea East                            | Donald Anderson            |       | Travailliste              |
| Swansea West                            | Alan John Williams         |       | Travailliste              |
| Tamworth                                | Brian Jenkins              |       | Travailliste              |
| Tatton                                  | Martin Bell                |       | Indépendant               |
| Taunton                                 | Jackie Ballard             |       | Libéraux-démocrates       |
| Teignbridge                             | Patrick Nicholls           |       | Conservateur              |
| Telford                                 | Bruce Grocott              |       | Travailliste              |
| Tewkesbury                              | Laurence Robertson         |       | Conservateur              |
| Thurrock                                | Andrew Mackinlay           |       | Travailliste              |
| Tiverton and Honiton                    | Angela Browning            |       | Conservateur              |
| Tonbridge and Malling                   | John Stanley               |       | Conservateur              |
| Tooting                                 | Tom Cox                    |       | Travailliste              |
| Torbay                                  | Adrian Sanders             |       | Libéraux-démocrates       |
| Torfaen                                 | Paul Murphy                |       | Travailliste              |
| Torridge and West Devon                 | John Burnett               |       | Libéraux-démocrates       |
| Totnes                                  | Anthony Steen              |       | Conservateur              |
| Tottenham                               | Bernie Grant               |       | Travailliste              |
| Truro and St Austell                    | Matthew Taylor             |       | Libéraux-démocrates       |
| Tunbridge Wells                         | Archie Norman              |       | Conservateur              |
| Tweeddale, Ettrick and Lauderdale       | Michael Moore              |       | Libéraux-démocrates       |
| Twickenham                              | Vincent Cable              |       | Libéraux-démocrates       |
| Tyne Bridge                             | David Clelland             |       | Travailliste              |
| Tynemouth                               | Alan Campbell              |       | Travailliste              |
| Upminster                               | Keith Darvill              |       | Travailliste              |
| Upper Bann                              | David Trimble              |       | UUP                       |
| Uxbridge                                | Michael Shersby            |       | Conservateur              |
| Vale of Clwyd                           | Chris Ruane                |       | Travailliste              |
| Vale of Glamorgan                       | John Smith                 |       | Travailliste              |
| Vale of York                            | Anne McIntosh              |       | Conservateur              |
| Vauxhall                                | Kate Hoey                  |       | Travailliste              |
| Wakefield                               | David Hinchliffe           |       | Travailliste              |
| Wallasey                                | Angela Eagle               |       | Travailliste              |
| Walsall North                           | David Winnick              |       | Travailliste              |
| Walsall South                           | Bruce George               |       | Travailliste              |
| Walthamstow                             | Neil Gerrard               |       | Travailliste              |
| Wansbeck                                | Denis Murphy               |       | Travailliste              |
| Wansdyke                                | Dan Norris                 |       | Travailliste              |
| Wantage                                 | Robert V. Jackson          |       | Conservateur              |
| Warley                                  | John Spellar               |       | Travailliste              |
| Warrington North                        | Helen Jones                |       | Travailliste              |
| Warrington South                        | Helen Southworth           |       | Travailliste              |
| Warwick and Leamington                  | James Plaskitt             |       | Travailliste              |
| Watford                                 | Claire Ward                |       | Travailliste              |
| Waveney                                 | Bob Blizzard               |       | Travailliste              |
| Wealden                                 | Geoffrey Johnson Smith     |       | Conservateur              |
| Weaver Vale                             | Mike Hall                  |       | Travailliste              |
| Wellingborough                          | Paul David Stinchcombe     |       | Travailliste              |
| Wells                                   | David Heathcoat-Amory      |       | Conservateur              |
| Welwyn Hatfield                         | Melanie Johnson            |       | Travailliste              |
| Wentworth                               | John Healey                |       | Travailliste              |
| West Bromwich East                      | Peter Snape                |       | Travailliste              |
| West Bromwich West                      | Betty Boothroyd            |       | aucun                     |
| West Chelmsford                         | Simon Burns                |       | Conservateur              |
| West Derbyshire                         | Patrick McLoughlin         |       | Conservateur              |
| West Dorset                             | Oliver Letwin              |       | Conservateur              |
| West Ham                                | Tony Banks                 |       | Travailliste              |
| West Lancashire                         | Colin Pickthall            |       | Travailliste              |
| West Renfrewshire                       | Tommy Graham               |       | Travailliste              |
| West Suffolk                            | Richard Spring             |       | Conservateur              |
| West Tyrone                             | William Thompson           |       | UUP                       |
| West Worcestershire                     | Michael Spicer             |       | Conservateur              |
| Westbury                                | David Faber                |       | Conservateur              |
| Western Isles                           | Calum MacDonald            |       | Travailliste              |
| Westmorland and Lonsdale                | Tim Collins                |       | Conservateur              |
| Weston-super-Mare                       | Brian Cotter               |       | Libéraux-démocrates       |
| Wigan                                   | Roger Stott                |       | Travailliste              |
| Wimbledon                               | Roger Casale               |       | Travailliste              |
| Winchester                              | Mark Oaten                 |       | Libéraux-démocrates       |
| Windsor                                 | Michael Trend              |       | Conservateur              |
| Wirral South                            | Ben Chapman                |       | Travailliste              |
| Wirral West                             | Stephen Hesford            |       | Travailliste              |
| Witney                                  | Shaun Woodward             |       | Conservateur              |
| Woking                                  | Humfrey Malins             |       | Conservateur              |
| Wokingham                               | John Redwood               |       | Conservateur              |
| Wolverhampton North East                | Ken Purchase               |       | Coopératif / travailliste |
| Wolverhampton South East                | Dennis Turner              |       | Coopératif / travailliste |
| Wolverhampton South West                | Jenny Jones                |       | Travailliste              |
| Woodspring                              | Liam Fox                   |       | Conservateur              |
| Worcester                               | Michael Foster             |       | Travailliste              |
| Workington                              | Dale Campbell-Savours      |       | Travailliste              |
| Worsley                                 | Terry Lewis                |       | Travailliste              |
| Worthing West                           | Peter Bottomley            |       | Conservateur              |
| The Wrekin                              | Peter Bradley              |       | Travailliste              |
| Wrexham                                 | John Marek                 |       | Travailliste              |
| Wycombe                                 | Ray Whitney                |       | Conservateur              |
| Wyre Forest                             | David Lock                 |       | Travailliste              |
| Wythenshawe and Sale East               | Paul Goggins               |       | Travailliste              |
| Yeovil                                  | Paddy Ashdown              |       | Libéraux-démocrates       |
| Ynys Môn                                | Ieuan Wyn Jones            |       | Plaid Cymru               |
| York, City of                           | Hugh Bayley                |       | Travailliste              |

## Liste des députés élus ultérieurement
| Circonscription        | Député            | Parti | Parti               | Date              | Remarques |
| ---------------------- | ----------------- | ----- | ------------------- | ----------------- | --- |
| Uxbridge               | John Randall      |       | Conservateur        | 31 juillet 1997   | Michael Shersby (conservateur) meurt le 8 mai.                                                                                          |
| Paisley South          | Douglas Alexander |       | Travailliste        | 6 novembre 1997   | Gordon McMaster (conservateur) meurt le 28 juillet.                                                                                     |
| Beckenham              | Jacqui Lait       |       | Conservateur        | 20 novembre 1997  | Piers Merchant (conservateur) démissionne à la suite d'un scandale.                                                                     |
| Winchester             | Mark Oaten        |       | Libéraux-démocrates | 20 novembre 1997  | L'élection de Mark Oaten est annulée.                                                                                                   |
| Leeds Central          | Hilary Benn       |       | Travailliste        | 10 juin 1999      | Derek Fatchett (travailliste) meurt le 9 mai.                                                                                           |
| Eddisbury              | Stephen O'Brien   |       | Conservateur        | 22 juillet 1999   | Alastair Goodlad (conservateur) est nommé haut-commissaire en Australie.                                                                |
| Hamilton South         | Bill Tynan        |       | Travailliste        | 23 septembre 1999 | George Robertson (travailliste) démissionne pour devenir secrétaire général de l'OTAN.                                                  |
| Wigan                  | Neil Turner       |       | Travailliste        | 23 septembre 1999 | Roger Stott (travailliste) meurt le 9 août.                                                                                             |
| Kensington and Chelsea | Michael Portillo  |       | Conservateur        | 25 novembre 1999  | Alan Clark (conservateur) meurt le 5 septembre.                                                                                         |
| Ceredigion             | Simon Thomas      |       | Plaid Cymru         | 3 février 2000    | Cynog Dafis (Plaid Cymru) démissionne à la suite de son élection à l'Assemblée nationale du pays de Galles.                             |
| Romsey                 | Sandra Gidley     |       | Libéraux-démocrates | 4 mai 2000        | Michael Colvin (conservateur) meurt le 24 février.                                                                                      |
| Tottenham              | David Lammy       |       | Travailliste        | 22 juin 2000      | Bernie Grant (travailliste) meurt le 8 avril.                                                                                           |
| South Antrim           | William McCrea    |       | DUP                 | 21 septembre 2000 | Clifford Forsythe (UUP) meurt le 11 avril.                                                                                              |
| Glasgow Anniesland     | John Robertson    |       | Travailliste        | 23 novembre 2000  | Donald Dewar (travailliste) meurt le 11 octobre.                                                                                        |
| Preston                | Mark Hendrick     |       | Travailliste        | 23 novembre 2000  | Audrey Wise (travailliste) meurt le 2 septembre.                                                                                        |
| West Bromwich West     | Adrian Bailey     |       | Travailliste        | 23 novembre 2000  | Betty Boothroyd (présidente) est nommée Crown Steward and Bailiff of the three Chiltern Hundreds (en), ce qui équivaut à une démission. |
| Falkirk West           | Eric Joyce        |       | Travailliste        | 21 décembre 2000  | Dennis Canavan (indépendant) démissionne à la suite de son élection au Parlement d'Écosse.                                              |